# Boadicea flavimacula
Boadicea flavimacula is een vlinder uit de familie spinneruilen (Erebidae), onderfamilie beervlinders (Arctiinae). De wetenschappelijke naam van de soort is voor het eerst geldig gepubliceerd in 1968 door Pinhey.
Deze nachtvlinder komt voor in tropisch Afrika.